# Take It Back (Pink Floyd)
Take It Back è un singolo del gruppo musicale britannico Pink Floyd, pubblicato il 16 maggio 1994 come primo estratto dal quattordicesimo album in studio The Division Bell.

## Descrizione
Settima traccia dell'album, il brano è stato composto e prodotto da David Gilmour e da Bob Ezrin mentre il testo è stato scritto da Gilmour con la moglie Polly Samson e Nick Laird-Clowes.

## Tracce
CD promozionale (Francia, Regno Unito)
1. Take It Back (Edit) – 4:56 (David Gilmour, Bob Ezrin, Polly Samson, Nick Laird-Clowes)

CD singolo (Italia, Paesi Bassi, Regno Unito)
1. Take It Back (Album Version) – 6:15 (David Gilmour, Bob Ezrin, Polly Samson, Nick Laird-Clowes)
2. Astronomy Domine (Live) – 4:48 (Syd Barrett)
3. Take It Back (Edit) – 4:56 (David Gilmour, Bob Ezrin, Polly Samson, Nick Laird-Clowes)

CD singolo (Australia)
1. Take It Back – 6:15 (David Gilmour, Bob Ezrin, Polly Samson, Nick Laird-Clowes)
2. Astronomy Domine (Live) – 4:48 (Syd Barrett)
3. Interview with David Gilmour – 12:24

CD singolo (Stati Uniti), 7" (Francia, Regno Unito, Stati Uniti), MC (Australia, Francia, Regno Unito, Stati Uniti)
1. Take It Back (Edit) – 4:56 (David Gilmour, Bob Ezrin, Polly Samson, Nick Laird-Clowes)
2. Astronomy Domine (Live) – 4:48 (Syd Barrett)

## Formazione
Gruppo
- David Gilmour – chitarra, voce, basso, tastiera, programmazione
- Nick Mason – batteria, percussioni
- Richard Wright – tastiera, voce

Altri musicisti
- Jon Carin – programmazione, tastiera aggiuntiva
- Guy Pratt – basso
- Gary Wallis – percussioni, programmazione percussioni
- Tim Renwick – chitarra
- Dick Parry – sassofono tenore
- Bob Ezrin – tastiera, percussioni
- Sam Brown, Durga McBroom, Carol Kenyon, Jackie Sheridan, Rebecca Leigh-White – cori

## Classifiche
| Classifica (1994)             | Posizione massima |
| ----------------------------- | ----------------- |
| Australia                     | 61                |
| Belgio (Fiandre)              | 43                |
| Canada                        | 9                 |
| Francia                       | 50                |
| Germania                      | 75                |
| Nuova Zelanda                 | 7                 |
| Paesi Bassi                   | 23                |
| Regno Unito                   | 23                |
| Stati Uniti                   | 73                |
| Stati Uniti (mainstream rock) | 4                 |